# Gabriel Rodrigo
Gabriel Rodrigo Castillo (Barcellona, 12 ottobre 1996) è un ex pilota motociclistico argentino ritiratosi dalle competizioni nel 2022.

## Carriera
Nel 2010 debutta nella classe 80 del campionato mediterraneo velocità, per poi passare alla categoria 125. Nel 2012, anno in cui partecipa al campionato europeo Moto3; passa a correre, sempre nella categoria Moto3, nel campionato spagnolo velocità, dove rimane fino al 2014, anno in cui fa anche qualche apparizione nel Campionato Italiano Velocità e in cui debutta nella classe Moto3 del motomondiale, correndo i Gran Premi di Spagna, Catalogna, Repubblica Ceca, San Marino, Aragona e Comunità Valenciana come wildcard a bordo di una KTM e il Gran Premio di Germania in sostituzione dell'infortunato Niklas Ajo sulla Husqvarna del team Ajo Motorsport.
Nel 2015 diventa pilota titolare nel team RBA Racing, che gli affida una KTM; la compagna di squadra è Ana Carrasco. Non ottiene punti. Nel 2016 rimane nello stesso team, con compagno di squadra Juan Francisco Guevara. Chiude la stagione al ventiquattresimo posto in classifica piloti, con 31 punti all'attivo e un settimo posto in Malesia come miglior risultato.
Nel 2017 è nuovamente pilota titolare del team RBA BOE Racing, con la stessa moto e lo stesso compagno di squadra del 2016. In questa stagione è costretto a saltare il Gran Premio del Qatar a causa di un infortunio rimediato nella prima sessione di prove libere. Rodrigo è inoltre costretto a saltare il Gran Premio di Francia a causa di un infortunio rimediato nelle prove libere dello stesso evento. Durante la stagione ottiene due pole position (Repubblica Ceca e Austria). Il miglior risultato in gara è il quarto posto in Gran Bretagna e Austria. Conclude la stagione al 16º posto con 54 punti.
Nel 2018 rimane nello stesso team, con compagno di squadra Kazuki Masaki. Ottiene un terzo posto in Catalogna. In occasione del Gran Premio del Giappone ottiene la pole position. Conclude la stagione al 7º posto con 116 punti. In questa stagione è costretto a saltare il Gran Premio della Malesia a causa di lesioni alla gamba destra riportate nel precedente GP d'Australia.
Nel 2019 passa alla guida della Honda NSF250R del team Gresini Racing; il compagno di squadra è Riccardo Rossi. Ottiene una pole position in Catalogna e tre quarti posti (Americhe, Francia e Olanda) come miglior risultato in gara e chiude la stagione al 18º posto con 67 punti. In questa stagione è costretto a saltare i Gran Premi di Repubblica Ceca, Austria e Gran Bretagna a causa delle fratture di clavicola destra e osso pelvico rimediate nelle prove libere del GP della Repubblica Ceca, il Gran Premio di Thailandia a causa della frattura del secondo metatarso del piede destro rimediata nel warm up del GP e il Gran Premio della Comunità Valenciana a causa della frattura della clavicola destra rimediata nel precedente GP della Malesia.
Nel 2020 rimane nello stesso team della stagione precedente, il compagno di squadra è Jeremy Alcoba. Ottiene una pole position nel Gran Premio di Stiria e un quarto posto nello stesso Gran Premio come miglior risultato in gara e conclude la stagione al 13º posto con 80 punti. Nel 2021 rimane nello stesso team. Ottiene un terzo posto in Italia e una pole position in Catalogna e chiude la stagione al diciannovesimo posto con 60 punti. In questa stagione è costretto a saltare i Gran Premi di San Marino, Americhe, Emilia Romagna, Algarve e Comunità Valenciana per una frattura all'omero sinistro rimediata nelle prove libere del GP di San Marino.
Nel 2022 è pilota titolare in Moto2 col team  Petramina Mandalika SAG, il compagno di squadra è Bo Bendsneyder. Dopo un infortunio, il 14 settembre 2022 annuncia il ritiro dalle competizioni, chiudendo pertanto la sua carriera da pilota professionista. I punti conquistati a inizio stagione lo classificano al ventottesimo posto.

## Risultati nel motomondiale
| 2014 | Classe | Moto            |  |  |  |     |  |  |    |  |    |  |     |  |     |    |  |  |  |     |  |  |  |  | Punti | Pos. |
| ---- | ------ | --------------- |  |  |  | --- |  |  | -- |  | -- |  | --- |  | --- | -- |  |  |  | --- |  |  |  |  | ----- | ---- |
| 2014 | Moto3  | KTM e Husqvarna |  |  |  | Rit |  |  | 22 |  | 22 |  | Rit |  | Rit | 20 |  |  |  | Rit |  |  |  |  | 0     |      |

| 2015 | Classe | Moto |    |    |    |     |     |     |     |    |    |    |    |     |    |    |    |     |    |    |  |  |  |  | Punti | Pos. |
| ---- | ------ | ---- | -- | -- | -- | --- | --- | --- | --- | -- | -- | -- | -- | --- | -- | -- | -- | --- | -- | -- |  |  |  |  | ----- | ---- |
| 2015 | Moto3  | KTM  | 27 | 19 | 28 | Rit | Rit | Rit | Rit | 25 | 26 | 31 | NP | Rit | 20 | 20 | 16 | Rit | 25 | NP |  |  |  |  | 0     |      |

| 2016 | Classe | Moto |    |    |    |    |     |    |     |     |    |     |    |    |     |   |     |     |   |     |  |  |  |  | Punti | Pos. |
| ---- | ------ | ---- | -- | -- | -- | -- | --- | -- | --- | --- | -- | --- | -- | -- | --- | - | --- | --- | - | --- |  |  |  |  | ----- | ---- |
| 2016 | Moto3  | KTM  | 19 | 19 | 18 | 13 | Rit | 13 | Rit | Rit | 13 | Rit | 17 | 11 | Rit | 8 | Rit | Rit | 7 | Rit |  |  |  |  | 31    | 24º  |

| 2017 | Classe | Moto |     |     |    |    |     |     |     |   |     |    |   |   |     |     |     |   |    |     |  |  |  |  | Punti | Pos. |
| ---- | ------ | ---- | --- | --- | -- | -- | --- | --- | --- | - | --- | -- | - | - | --- | --- | --- | - | -- | --- |  |  |  |  | ----- | ---- |
| 2017 | Moto3  | KTM  | Inf | Rit | 11 | 13 | Inf | Inf | Rit | 7 | Rit | 26 | 7 | 4 | Rit | Rit | Rit | 4 | 14 | Rit |  |  |  |  | 54    | 16º  |

| 2018 | Classe | Moto |   |   |    |    |     |   |   |   |     |   |   |    |   |     |   |   |     |     |    |  |  |  | Punti | Pos. |
| ---- | ------ | ---- | - | - | -- | -- | --- | - | - | - | --- | - | - | -- | - | --- | - | - | --- | --- | -- |  |  |  | ----- | ---- |
| 2018 | Moto3  | KTM  | 5 | 9 | 12 | 10 | Rit | 4 | 3 | 8 | Rit | 5 | 8 | AN | 4 | Rit | 5 | 8 | Rit | Inf | 17 |  |  |  | 116   | 7º   |

| 2019 | Classe | Moto  |    |   |   |     |   |     |     |   |     |    |     |     |   |   |    |     |     |     |     |  |  |  | Punti | Pos. |
| ---- | ------ | ----- | -- | - | - | --- | - | --- | --- | - | --- | -- | --- | --- | - | - | -- | --- | --- | --- | --- |  |  |  | ----- | ---- |
| 2019 | Moto3  | Honda | 15 | 6 | 4 | Rit | 4 | Rit | Rit | 4 | Rit | NP | Inf | Inf | 6 | 9 | NP | Rit | Rit | Rit | Inf |  |  |  | 67    | 18º  |

| 2020 | Classe | Moto  |   |   |   |    |    |   |   |    |    |   |     |    |    |     |    |  |  |  |  |  |  |  | Punti | Pos. |
| ---- | ------ | ----- | - | - | - | -- | -- | - | - | -- | -- | - | --- | -- | -- | --- | -- |  |  |  |  |  |  |  | ----- | ---- |
| 2020 | Moto3  | Honda | 6 | 7 | 5 | 19 | 11 | 4 | 5 | 12 | 10 | 8 | Rit | 14 | 15 | Rit | 27 |  |  |  |  |  |  |  | 80    | 13º  |

| 2021 | Classe | Moto  |   |    |   |     |     |   |   |     |   |    |    |    |     |    |     |     |    |     |  |  |  |  | Punti | Pos. |
| ---- | ------ | ----- | - | -- | - | --- | --- | - | - | --- | - | -- | -- | -- | --- | -- | --- | --- | -- | --- |  |  |  |  | ----- | ---- |
| 2021 | Moto3  | Honda | 5 | 13 | 5 | Rit | Rit | 3 | 6 | Rit | 8 | 20 | 20 | 15 | Rit | NP | Inf | Inf | NP | Inf |  |  |  |  | 60    | 19º  |

| 2022 | Classe | Moto  |    |    |     |     |    |    |     |    |     |     |     |     |     |     |  |  |  |  |  |  |  |  | Punti | Pos. |
| ---- | ------ | ----- | -- | -- | --- | --- | -- | -- | --- | -- | --- | --- | --- | --- | --- | --- |  |  |  |  |  |  |  |  | ----- | ---- |
| 2022 | Moto2  | Kalex | 21 | 22 | Rit | Rit | 10 | 17 | Rit | NP | Inf | Inf | Inf | Inf | inf | Inf |  |  |  |  |  |  |  |  | 6     | 28º  |

| Legenda | 1º posto        | 2º posto            | 3º posto            | A punti      | Senza punti        | Grassetto – Pole position Corsivo – Giro più veloce |
| Legenda | Gara non valida | Non qual./Non part. | Ritirato/Non class. | Squalificato | '-' Dato non disp. | Grassetto – Pole position Corsivo – Giro più veloce |